# 木村充宏
木村 充宏（きむら みつひろ、1964年3月26日 - ）は、日本の写真家。
（公社）日本広告写真家協会（APA）・京都写真家協会(KPS)各会員、京都写真芸術家協会理事、京都丹平（京都市芸術文化協会会員）所属

## 来歴
京都府京都市生まれ。京都市立芸術大学卒。
1995年〜2012年　京都精華大学　学外実習（写真）受け入れ
2009年〜2018年　京都市立芸術大学　ビジュアルデザイン科非常勤講師（写真）
2011年〜　　　　  京都市立銅駝美術工芸高等学校　インターンシップ受け入れ（写真）
2011年　　　　　  文化庁主催　第26回国民文化祭・京都2011　フォトコンテスト審査員
2017年　　　　　  文化庁主催　東アジア文化都市2017京都　韓国大邱市派遣